# Igor Ansoff
Igor Ansoff (ur. 12 grudnia 1918 we Władywostoku w Rosji, zm. 14 lipca 2002 w San Diego w USA) – amerykański matematyk i ekonomista rosyjskiego pochodzenia. Ansoff jest uważany za ojca terminu „strategia firmy”.

## Życiorys
Urodzony w czasie wojny domowej w Rosji, wyemigrował jako dziecko ze swoją rodziną do Stanów Zjednoczonych. Chodził do szkoły średniej Stuyvesant High School w Nowym Jorku, zakończył kształcenie jako najlepszy na roku. Następnie studiował ogólne nauki inżynieryjne w Stevens Institute of Technology, gdzie otrzymał tytuł magistra nauk ścisłych.
Bezpośrednio po tych studiach Ansoff zapisał się na Uniwersytet Browna i doktoryzował się w dziedzinie Matematyki Stosowanej na specjalności Teorie Matematyczne Elastyczności i Plastyczności.
Po kilku latach pracy dla RAND Corporation i dla Lockheed Martin, gdzie był odpowiedzialny za planowanie strategiczne, Ansoff przeniósł się w 1963 roku na uniwersytet. Od 1963 do 1968 nauczał jako profesor zarządzania na Carnegie Mellon University, a od 1968 do 1973 r. badań operacyjnych na Uniwersytecie Vanderbilta w Nashville. Od 1973 do 1975 r. wykładał w Instytucie Europejskim Zaawansowanych Nauk Zarządzania w Brukseli, od 1973 do 1976 raz jeszcze na Uniwersytecie Vanderbilt, a pod koniec dekady na Akademii Ekonomicznej w Sztokholmie (1976–1983). Ansoff zakończył swoją karierę na Międzynarodowym Uniwersytecie w San Diego (USA), gdzie wykładał od 1983 do 2000 r.

## Dorobek naukowy
Sformułował słynną teorię macierzy Ansoffa, która określa cztery możliwe strategie wzrostu poprzez kombinacje kryteriów „produkt” (dotychczasowy lub nowy) i „rynki” (dotychczasowe lub nowe).

### Model wyboru zachowania strategicznego
Według Ansoffa wybór zachowania strategicznego jest określony przez następujące wymiary:
- Zachowanie budżetowe, tj. takie, w którego ramach nie występują zmiany strategiczne,
- Strategiczną adaptację, która jest zgodna z poprzednimi zmianami strategicznymi OSO („Organizacji Służącej Otoczeniu”),
- Strategiczną nieciągłość odrzucającą dawniejsze doświadczenie.